# Антисвіт
Антисві́т — теоретично можлива зона у всесвіті, де замість речовини переважає антиречовина. Встановити, чи існують у нашому Всесвіті антисвіти, не вдалося, хоча про імовірність такого існування говорив ще в 1933 р. англійський фізик Поль Дірак, який перший теоретично відкрив античастинки.

## У фізиці
Існуванням антивсесвіту може пояснюватися баріонна асиметрія — переважання в нашому всесвіті частки речовини над антиречовиною. Згідно з цією гіпотезою, Великий вибух утворив два всесвіти — в одному переважає речовина, в іншому — антиречовина.

## У культурі
Також антисвітом у сучасній термінології називається «світ навпаки», що описується в міфології, фольклорі та мистецтві. Антисвіт — зворотний бік ідеального світу, абсолютна чужина. Так, у давніх віруваннях світ мертвих може поставати як протилежність світу живих, де правила поведінки обернені, де існують неможливі в світі людей істоти, предмети та явища. До такого світу нерідко відсилаються в замовляннях нещастя та хвороби. В народних переказах антисвітом постає чужина як зосередження зла.